# Симпсон, Уоррен
Уо́ррен Си́мпсон (англ. Warren Simpson) — австралийский профессиональный игрок в снукер. 

## Биография
В ноябре 1970 года на чемпионате мира, который проводился в Сиднее, он занял второе место. В решающем матче Симпсон проиграл Джону Спенсеру со счётом 29:37. Кроме этого, в 1963 и 1968 годах Уоррен был чемпионом Австралии среди профессионалов, и ещё 6 раз становился финалистом турнира.
Уоррен Симпсон умер в 1980 году из-за сахарного диабета.